# Симеон Щерев
Симеон Атанасов Щерев (болг. Симеон Атанасов Щерев; 8 лютого 1959, Микрево, Благоєвградська область) — болгарський борець вільного стилю, чемпіон, срібний та дворазовий бронзовий призер чемпіонатів світу, триразовий чемпіон, дворазовий срібний та чотириразовий бронзовий призер чемпіонатів Європи, бронзовий призер Олімпійських ігор.

## Біографія

### Спортивна кар'єра
Боротьбою почав займатися з 1972 року. Срібний призер чемпіонату світу 1979 року серед юніорів. Бронзовий призер чемпіонату Європи 1982 року серед молоді. Виступав за борцівський клуб «Левські-Спартак» із Софії. Володар Золотого пояса «Дан Колов» за 1982 рік.
Першу нагороду на дорослих змаганнях найвищого рівня здобув у 1980 році, посівши друге місце на чемпіонаті Європи. У фіналі поступився радянському борцеві Магомеду-Гасану Абушеву.
Наступного року на чемпіонаті Європи був третім, але виграв перший же свій чемпіонат світу, подолавши у фіналі Марьяна Скубажа з Польщі.
У 1982 році став чемпіоном Європи, перемігши у вирішальній сутичці турка Юсуфа Гамбаза, і посів друге місце на чемпіонаті світу, поступившись у фіналі видатному українському борцю Сергію Бєлоглазову.
Наступного року переміг у фіналі континентальної першості чуваського борця Івана Григор'єва і вдруге став чемпіоном Європи та став бронзовим призером чемпіонату світу.
У 1984 році втретє поспіль став чемпіоном Європи — у фіналі переміг радянського борця Віктора Алексєєва. Чемпіонат світу того року не проводився через Олімпіаду, що мала проводитись у Лос-Анджелесі, але і на неї Симеон Щерев не потрапив через бойкот ігор Радянським Союзом та його сателітами, до яких входила і Болгарія.
У 1985 у Симеона Щерева відбувся спад у спортивних результатах. На чемпіонаті Європи він став лише третім, а на світовій першості не потрапив до трійки призерів, посівши четверте місце.
Наступного року результати дещо поліпшились — друге місце на континентальній першості (у фіналі програв дагестанцю Абдуллі Магомедову) та третє на світовій.
У 1987 — бронза європейської першості і лише п'яте місце на чемпіонаті світу.
У 1988 знову посідає третє місце на чемпіонаті Європи і нарешті отримує можливість виступити на Олімпіаді. На іграх в Сеулі Щерев перемагає всіх суперників, але програє американцю Джону Сміту 6-3, який потім перемагає радянського борця Степана Саркісяна і стає чемпіоном. Все ж таки болгарський борець не втрачає свого шансу отримати олімпійську нагороду — у поєдинку за третє місце він здобуває перемогу над іранцем Акбаром Фаллахом і завойовує бронзову медаль.
Після Олімпіади Симеон Щерев практично залишає спортивні виступи на змаганнях найвищого рівня. Через сім років він робить спробу повернутися, але на чемпіонаті світу 1995 року займає лише чотирнадцяте місце, після чого остаточно завершує кар'єру спортсмена.

### Тренерська кар'єра
Після завершення активних виступів на борцівському килимі Симеон Щерев переходить на тренерську роботу. Був президентом Федерації боротьби Болгарії. На цій посаді у 1998 році його змінив олімпійський чемпіон та семиразовий чемпіон світу і семиразовий чемпіон Європи Валентин Йорданов. Симеон Щерев продовжував займатися тренерською діяльністю, очолював перші чоловічу та жіночу збірні команди Болгарії з боротьби. Серед його підопічних п'ятиразова чемпіонка світу, шестиразова чемпіонка Європи, двічі срібна олімпійська медалістка Станка Златева, бронзовий олімпійський медаліст, чемпіон світу, багаторазовий призер чемпіонатів Європи Радослав Веліков, дворазовий призер чемпіонатів світу з вільної боротьби, призер чемпіонату Європи з греко-римської боротьби Красимир Кочев, чемпіон світу, дворазовий призер чемпіонатів Європи Михаїл Ганєв. У 2011 році Симеон Щерев був оголошений найкращим жіночим тренером з боротьби за версією Міжнародної федерації об'єднаних стилів боротьби (FILA). Після невдалого виступу болгарських борців на літніх Олімпійських іграх 2012 року в Лондоні, де вони, завдяки Станці Златевой, вибороли лише одну срібну нагороду, був звільнений президентом Федерації боротьби Болгарії Валентином Йордановим з посади головного тренера збірної. Після цього очолив жіночу збірну Азербайджану з вільної боротьби. Під його керівництвом збірна виборола дві медалі на Чемпіонаті світу з боротьби 2015 року в Лас-Вегасі — 1 срібну (колишня українка Марія Стадник) і 1 бронзову (колишня білоруска Юлія Раткевич). На Європейських іграх 2015 року в Баку його підопічні вибороли дві золоті (Марія Стадник і колишня представниця Молдови Анжела Дороган) та одну бронзову (ще одна колишня українка Наталя Синишин) нагороди. Після перемоги Марії Стадник над представницею Болгарії Єлицею Янковою з рахунком 12-1, Щерев одягнув прапор Азербайджану, і проніс його на плечах перед президентом Азербайджану Ільхамом Алієвим і його дружиною, що було сприйнято його співвітчизниками, як вияв неповаги до своєї країни.

## Родина
З дружиною Марією мають трьох синів — Симеона, Миколая і Сашо. Старший син Симеон Щерев (нар. 1985) — відомий футболіст. Грав за футбольні клуби «Локомотив» із Софії, «Беласиця» з Петрича і грецький «Мессіньякос» з Каламати.

## Спортивні результати

### Виступи на Олімпіадах
| Змагання                    | Збірна   | Вагова категорія | Місце  |
| --------------------------- | -------- | ---------------- | ------ |
| Літні Олімпійські ігри 1988 | Болгарія | 62 кг            | Бронза |

### Виступи на Чемпіонатах світу
| Змагання                        | Збірна   | Вагова категорія | Місце  |
| ------------------------------- | -------- | ---------------- | ------ |
| Чемпіонат світу з боротьби 1981 | Болгарія | 62 кг            | Золото |
| Чемпіонат світу з боротьби 1982 | Болгарія | 62 кг            | Срібло |
| Чемпіонат світу з боротьби 1983 | Болгарія | 62 кг            | Бронза |
| Чемпіонат світу з боротьби 1985 | Болгарія | 68 кг            | 4      |
| Чемпіонат світу з боротьби 1986 | Болгарія | 68 кг            | Бронза |
| Чемпіонат світу з боротьби 1987 | Болгарія | 68 кг            | 5      |
| Чемпіонат світу з боротьби 1995 | Болгарія | 68 кг            | 14     |

### Виступи на Чемпіонатах Європи
| Змагання                         | Збірна   | Вагова категорія | Місце  |
| -------------------------------- | -------- | ---------------- | ------ |
| Чемпіонат Європи з боротьби 1980 | Болгарія | 62 кг            | Срібло |
| Чемпіонат Європи з боротьби 1981 | Болгарія | 62 кг            | Бронза |
| Чемпіонат Європи з боротьби 1982 | Болгарія | 62 кг            | Золото |
| Чемпіонат Європи з боротьби 1983 | Болгарія | 62 кг            | Золото |
| Чемпіонат Європи з боротьби 1984 | Болгарія | 62 кг            | Золото |
| Чемпіонат Європи з боротьби 1985 | Болгарія | 68 кг            | Бронза |
| Чемпіонат Європи з боротьби 1986 | Болгарія | 68 кг            | Срібло |
| Чемпіонат Європи з боротьби 1987 | Болгарія | 68 кг            | Бронза |
| Чемпіонат Європи з боротьби 1988 | Болгарія | 62 кг            | Бронза |

### Виступи на інших змаганнях
| Змагання                           | Збірна   | Вагова категорія | Місце  |
| ---------------------------------- | -------- | ---------------- | ------ |
| Балканські ігри 1979               | Болгарія | 62 кг            | Золото |
| Гран-прі Німеччини з боротьби 1981 | Болгарія | 62 кг            | Бронза |
| Гран-прі FILA 1988                 | Болгарія | 62 кг            | Золото |